# Graham (heuvel)
Een graham is een bergtop in Schotland die een hoogte heeft tussen de 2000 en 2499 voet (609,6 - 761,7 meter) en een relatieve hoogte van minstens 500 voet (152,4 meter). De lijst van alle grahams is voor het eerst gepubliceerd door Alan Dawson in zijn boek The Relative Hills of Britain als Elsies, naar de afkorting LC wat staat voor Lesser Corbetts (kleinere corbetts). Later kregen deze bergtoppen de naam Graham, naar Fiona Graham die een soortgelijke lijst had opgesteld. 
In totaal zijn er 224 Grahams die allen tevens Marilyns zijn.